# 이계순 (1927년)
이계순(李季順, 1927년 3월 3일 - )은 대한민국의 영문학자, 교육자, 대학교수, 정치인이다. 1953년 경남중학교 영어교사를 시작으로 서울대학교 교수와 명예교수, 정무제2장관을 역임했다. 1990년 정무제2장관 재직 중  ‘국·공립 연수기관에 여성관련 교과목’을 개설하였다.

## 생애
일본으로 유학, 1940년 교토(京都) 제일고녀를 다녔다. 귀국 후 1953년 부산 경남중학교 영어교사가 되었다. 이후 부산연세실업학교 교수 등을 거쳐 1964년 서울대학교 사범대 영어교육과 교수가 되었다. 1977년 전문직 여성클럽 한국연맹 회장이 되어 여성단체 활동에 뛰어들었고 교수직과 병행하였다. 1985년부터 한국여성유권자연맹 회장을 맡았다. 1990년 3월부터 1991년 12월까지 정무제2장관을 지냈다.
1990년 정무제2장관 재직 중  ‘국·공립 연수기관에 여성관련 교과목’을 만들었다. 1991년에는 그가 직접 나서서 공무원 연수기관장들과 간담회를 열어 협조를 구했다. 이렇게 해서 개설되기 시작한 ‘여성관련’ 교과목은 ‘국가발전과 여성’ ‘여성문제의 현실과 정책방향’ 등의 과목명으로 1~2시간 특강 형식으로 배정됐다. 그러다가 정규과목으로 개설되고 교육훈련점수에도 반영되어 선택과정으로 전환되고 전문과정으로까지 확대됐다. 초창기 교수요원의 확보와 교육자료의 개발 등은 한국여성개발원이 담당했다. 1990년 12월 27일의 개각에서 유임되었으며, 1991년 퇴임 후 서울대학교 사범대학 명예교수에 위촉되었다.

## 가족 관계
- 남편 : 조관현(曺觀鉉, 오양인터내셔날 회장)
  - 2남 1녀

## 참조
1. ↑  일본인들이 부러워한 조선인 석주명[깨진 링크(과거 내용 찾기)] 국민일보 2009.09.14
2. ↑  공무원 양성평등교육이 제도화되기까지[깨진 링크(과거 내용 찾기)]